# Chiesa di Sant'Agata (Castroreale)
La chiesa di Sant'Agata Vergine e Martire, sorge assieme alla chiesa di Santa Marina nella parte bassa del comune di Castroreale. Appartenente all'arcidiocesi di Messina-Lipari-Santa Lucia del Mela, vicariato di Barcellona Pozzo di Gotto sotto il patrocinio di San Sebastiano, arcipretura di Castroreale, parrocchia di Sant'Agata Vergine e Martire.

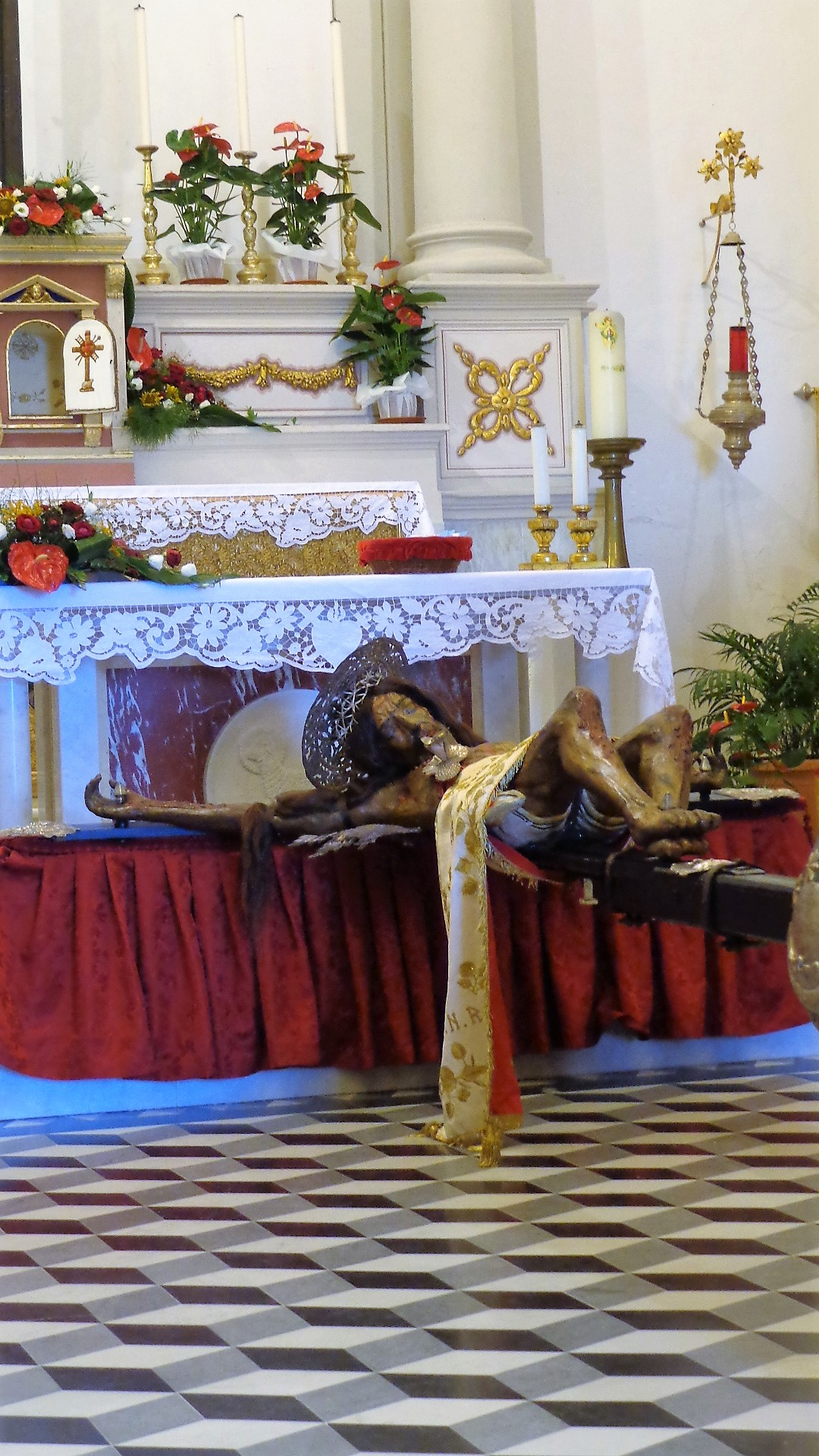
Crocifisso

## Storia
Non è nota l'epoca della fondazione della chiesa di Sant'Agata, il cui culto a Castroreale introdotto quasi certamente durante la dominazione spagnola ma, sicuramente esistente già nei primi anni del XV secolo, quando l'omonima confraternita commissionò la bella tavola che raffigura la santa tra dodici storie del martirio, oggi conservata nel museo pinacoteca parrocchiale allestito nella chiesa di Santa Maria degli Angeli.
- 1717, 22 aprile. Terremoto con effetti distruttivi in città e nell'immediato circondario.[2] L'evento determina lavori di consolidamento delle strutture.

- 1854, Il concorso di popolo al primo corteo processionale del Crocifisso determinò la trasformazione del luogo di culto. L'icona custodita nella profonda cappella della parete destra, fu collocata sull'altare maggiore. L'ambiente temporaneamente murato, oggi presenta la luce con visione sul primitivo alloggiamento. L'arcata ospita la Madonna del Naccherino.

Per le opere statuarie custodite, la chiesa costituisce un piccolo museo ove è rappresentato il genio del rinascimento siciliano e ben quattro artisti di elevata statura artistica.
Nella controfacciata è ricavato il coro con organo di Michele Polizzi di Modica del 1907. Nel sottocoro è presente un'acquasantiera marmorea del XVII secolo incassata alla parete, opera di Sebastiano Ferrara.

## Interno

### Parete destra, lato ovest

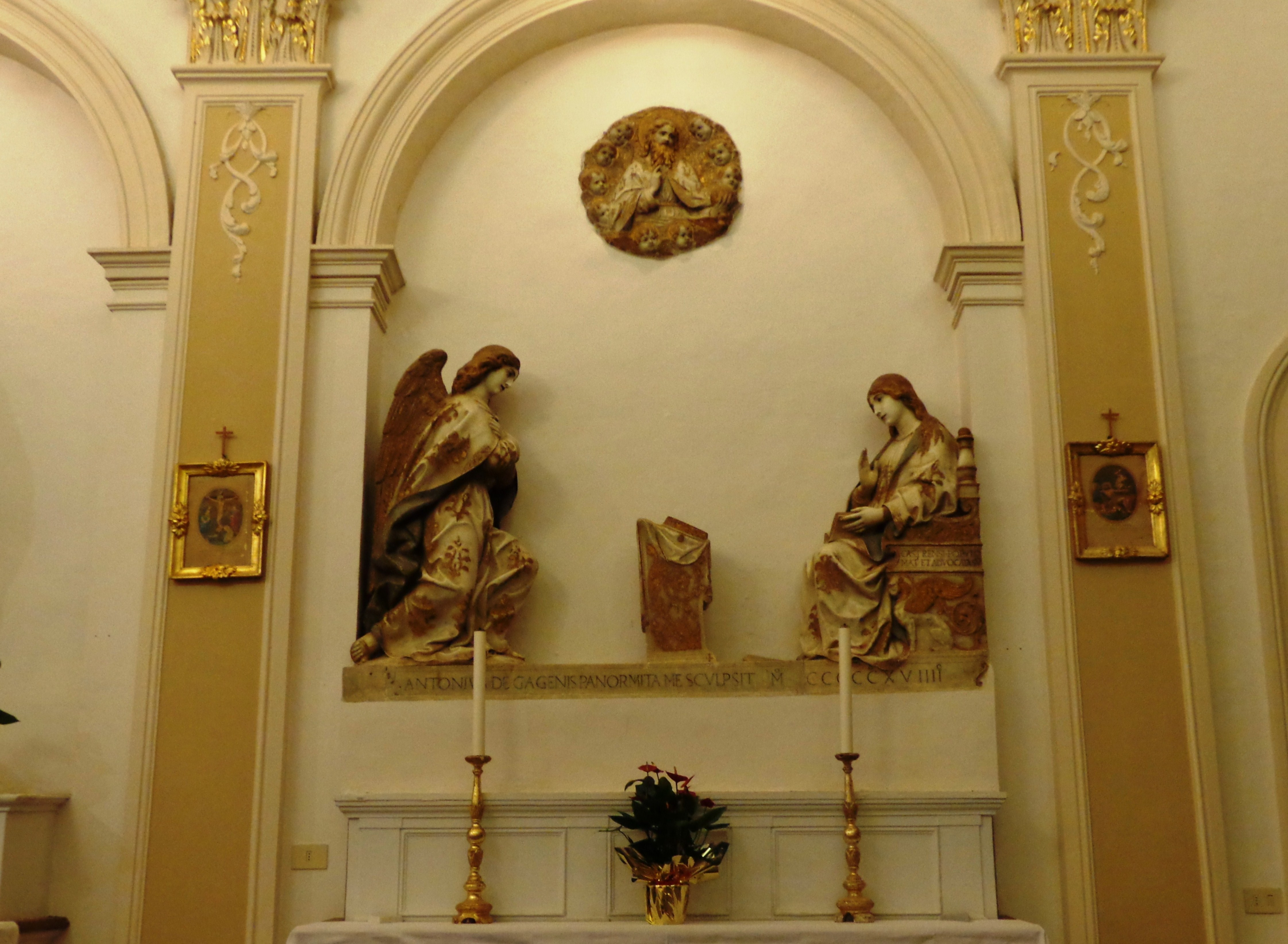
Gruppo Annunciazione di Antonello Gagini.

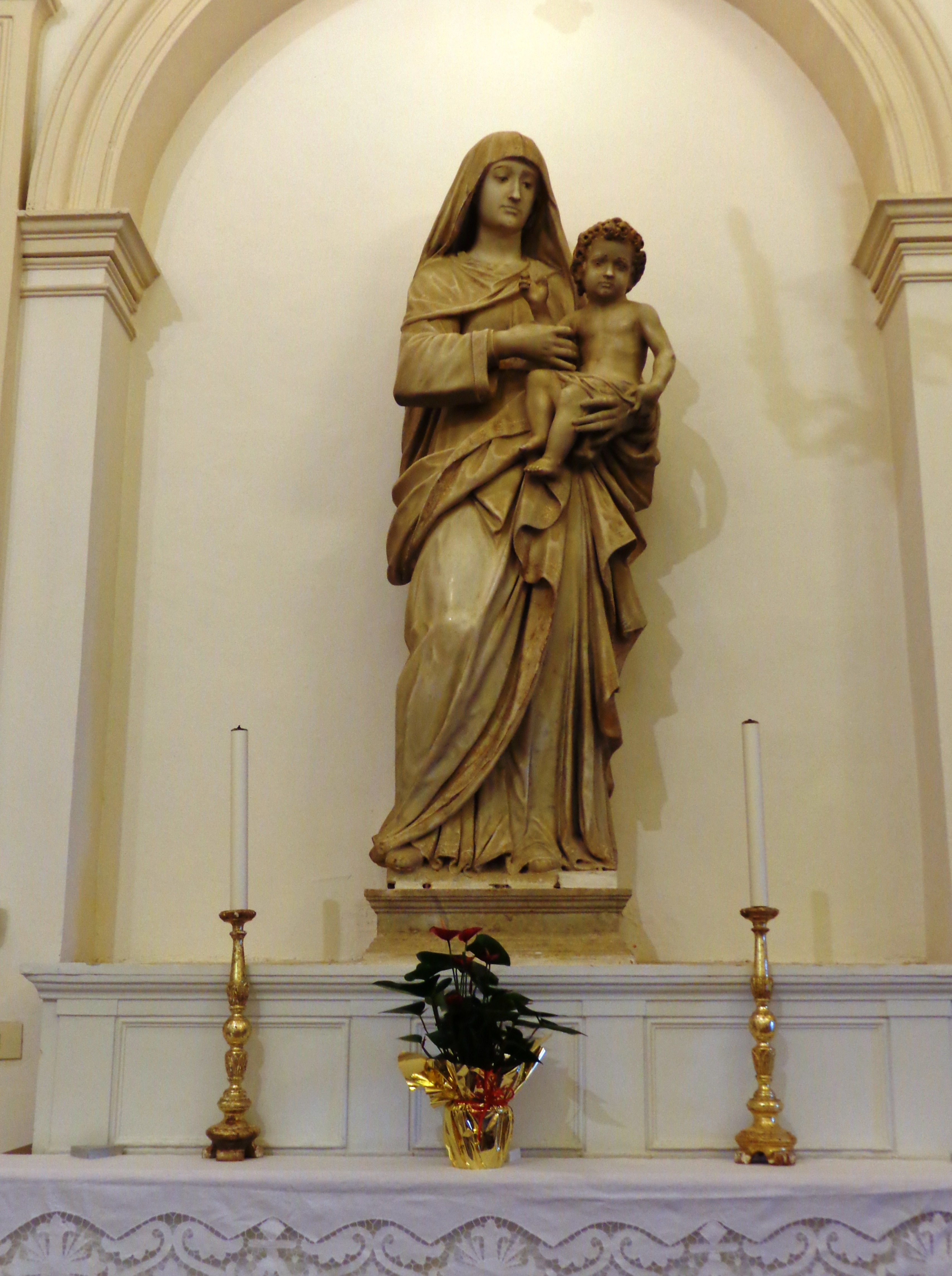
Madonna col Bambino.

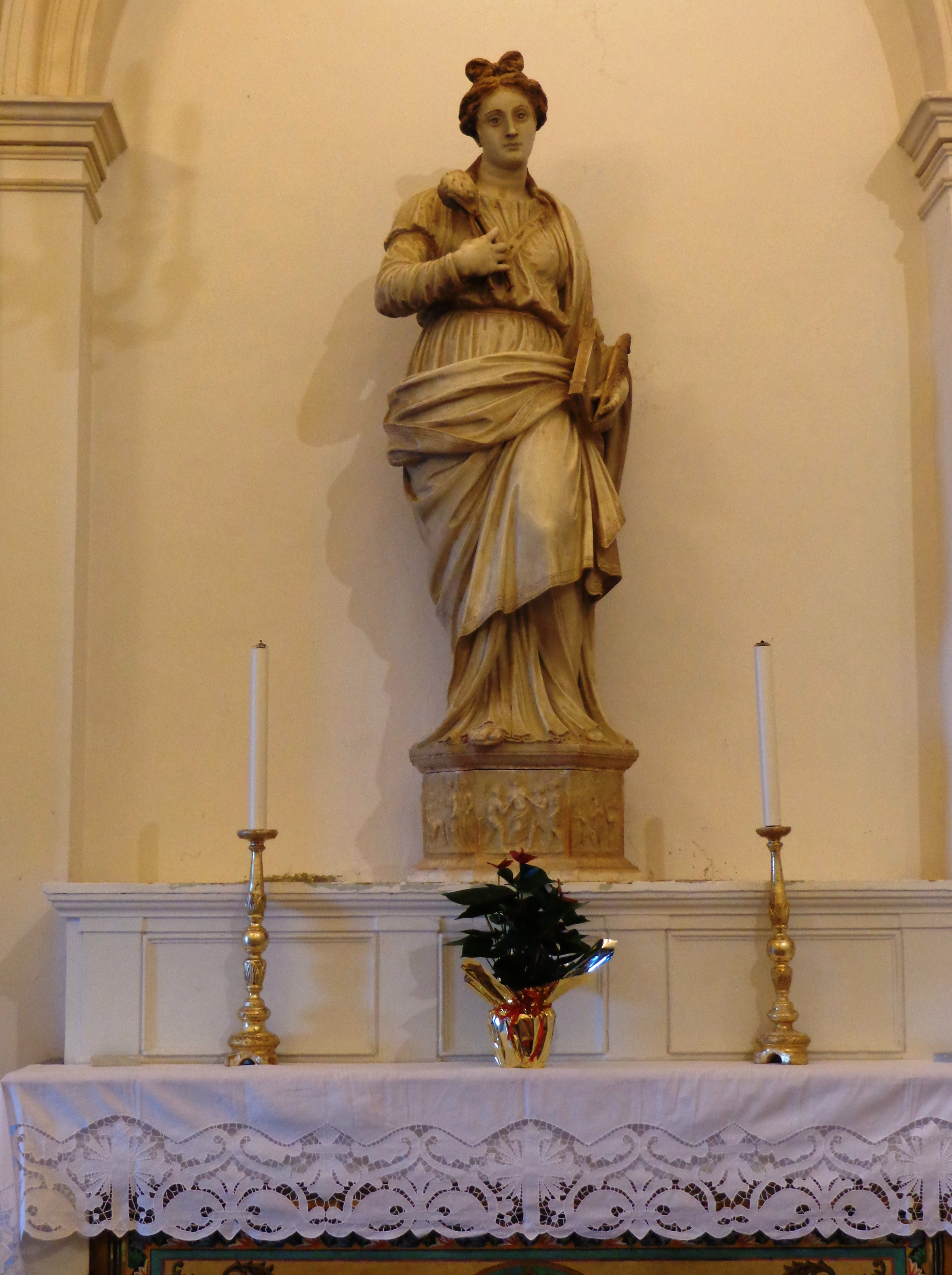
Statua di Sant'Agata.

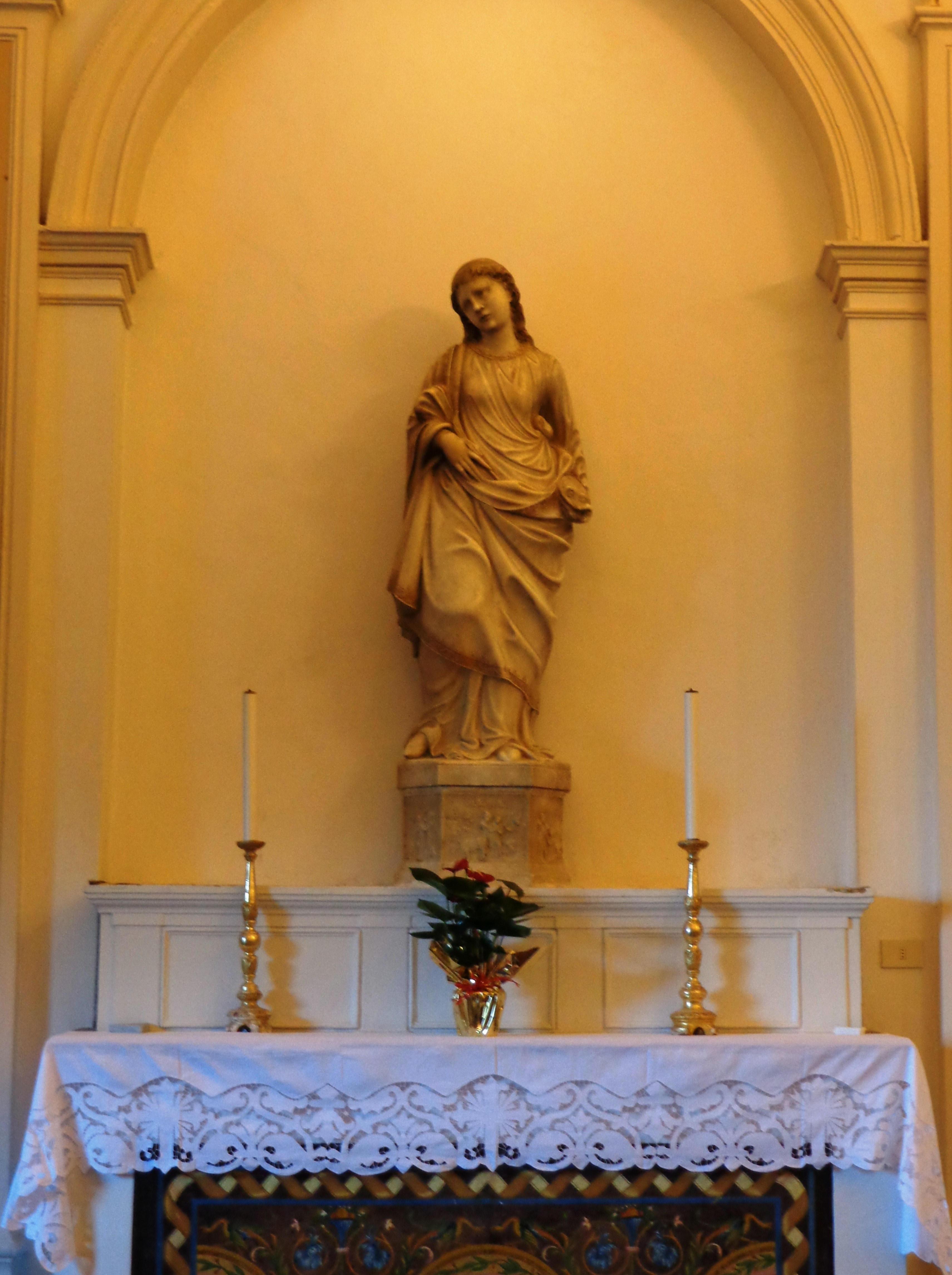
Statua di Santa Lucia.

- Varco d'accesso ai locali, cripte di Santa Marina, ambienti recentemente adibiti ad esposizioni di arredi e manufatti liturgici.

Sulla parete destra sono presenti i seguenti altari:
- Nicchia contenente la statua del Sacro Cuore di Gesù in legno policromo del 1950c.
- Prima campata: Altare dell'Annunciazione. Sulla parete è incastonato il gruppo statuario raffigurante l'Annunciazione di Antonello Gagini, opera eseguita nel 1519.[3] Mirabile espressione del rinascimento siciliano realizzata dallo scultore architetto appartenente alla seconda generazione della corrente artistica lombardo-ticinese dei Gagini.[1] È fra le poche opere, della vastissima produzione, provvista di dedica autografa, due iscrizioni ANTONIVS DE GAGENIS PANORMITA ME SCVLPSIT MCCCCCXVIIII e CASTRENSI POPVLO MAT(ER) ET ADVOCATA SVM ne attribuiscono la paternità al sommo scultore. Antonello è rappresentato con numerose opere statuarie in città e nell'intero comprensorio. L'arrivo delle varie scuole lombardo-ticinese, toscano-carrarese, veneto-dalmata in ambito architettonico, pittorico, scultoreo, ebanisteria, intaglio è dettato dalla presenza dei numerosi cantieri dediti al restauro, riedificazione, ricostruzione, abbellimento delle cattedrali e dei luoghi di culto del periodo alto medievale presenti in Sicilia grazie alle numerose commissioni delle ricchissime e potentissime famiglie della nobiltà isolana nonché delle casate regnanti insediatesi dopo la riconquista normanna. La scultura serba una terza iscrizione riprodotta sulle pagine del libro posto di fronte alla Vergine: NOVVM - FACIET - D(OMI)N(U)S SV - PER TE - RRAM - MVLIER - CIRCVM - DABIT - VIRVM[4]

(Geremia XXXI, 22)
Sulla destra assisa in trono si staglia la figura della Vergine Annunciata in meditazione sul libro delle Sacre Scritture, a sinistra l'Arcangelo Gabriele, in mezzo è collocato il leggio, alla parete è incastonato il tondo in bassorilievo raffigurante il Padre Eterno in atto benedicente e con globo crucigero nella mano sinistra, circondato da nove teste alate di putti. Tutto il manufatto presenta le originali dorature ornamentali tipiche dell'epoca, atte a porre in risalto particolari quali capelli, ali, fregi, i motivi damascati dei panneggi e i caratteri delle iscrizioni.
- Seconda campata: Altare dell'Addolorata. Sulla mensa è collocata la statua in cartapesta raffigurante l'Addolorata, espressione della Mater Dolorosa, opera del messinese Michele Gangeri del 1866.[1]
- Terza campata: Altare della Vergine. Sulla mensa è allocata la statua raffigurante la Madonna col Bambino d'impronta michelangiolesca, opera autografa dello scultore fiorentino Michelangelo Naccherino realizzata nel 1601.[5] Allievo del Giambologna appartiene alla corrente artistica toscano-carrarese particolarmente attivo a Palermo e nell'Italia meridionale. L'elevazione delimita il preesistente vano ove era custodito l'artistico Crocifisso.[1]

### Parete sinistra, lato est
Sulla parete sinistra sono presenti i seguenti altari:
- Prima campata: Altare di Sant'Agata. Sulla mensa è custodita la statua raffigurante Sant'Agata, opera di Giovanni Angelo Montorsoli eseguita nel 1554.[1] Al famoso scultore architetto toscano operativo nella cattedrale di Messina e autore del celebre Apostolato, si ispira la struttura delle navate laterali del duomo di Santa Maria Assunta cittadino. L'opera presenta, come tutte le realizzazioni di scuola gaginesca in voga all'epoca, il piedistallo con bassorilievi raffiguranti episodi legati alla vita della santa, nello specifico l'iconografia mostra la martire con lo strumento del supplizio: la tenaglia e una mammella strappata presente fra le morse dell'attrezzo.
- Seconda campata: Altare di San Giuseppe. Sulla mensa è collocata la statua in cartapesta raffigurante San Giuseppe con Gesù Bambino.
- Terza campata: Altare di Santa Lucia. Sulla mensa è esposta la statua raffigurante Santa Lucia opera di Giandomenico Mazzolo eseguita nel 1546.[1] Giandomenico è figlio di Giovan Battista Mazzolo famoso scultore della corrente toscano-carrarese. L'opera presenta il piedistallo con bassorilievi raffiguranti episodi legati alla vita della santa, l'iconografia mostra la martire con la palma del martirio retta sul braccio destro, con la mano sinistra reca la patena contenente gli occhi.

### Altare maggiore
L'altare ospita il Crocifisso in cartapesta del XVII secolo. L'icona con il fercolo è denominato "Il Cristo lungo" o "Cristu longu" o "Û Signuri longu", opere processionate durante i riti dedicati al Santissimo Crocifisso.
- XIX secolo, Pulpito, manufatto ligneo, opera trasferita nella chiesa della Candelora.[6]

## Confraternita di Sant'Agata
- XV secolo. Sodalizio attestato.[7]

## Feste religiose
- 5 febbraio, Festa di Sant'Agata.
- 23, 24 e 25 agosto, Festa del Santissimo Crocifisso, Solennità e funzione processionale di ringraziamento. Evento documentato a partire dal 1854.

## Galleria d'immagini

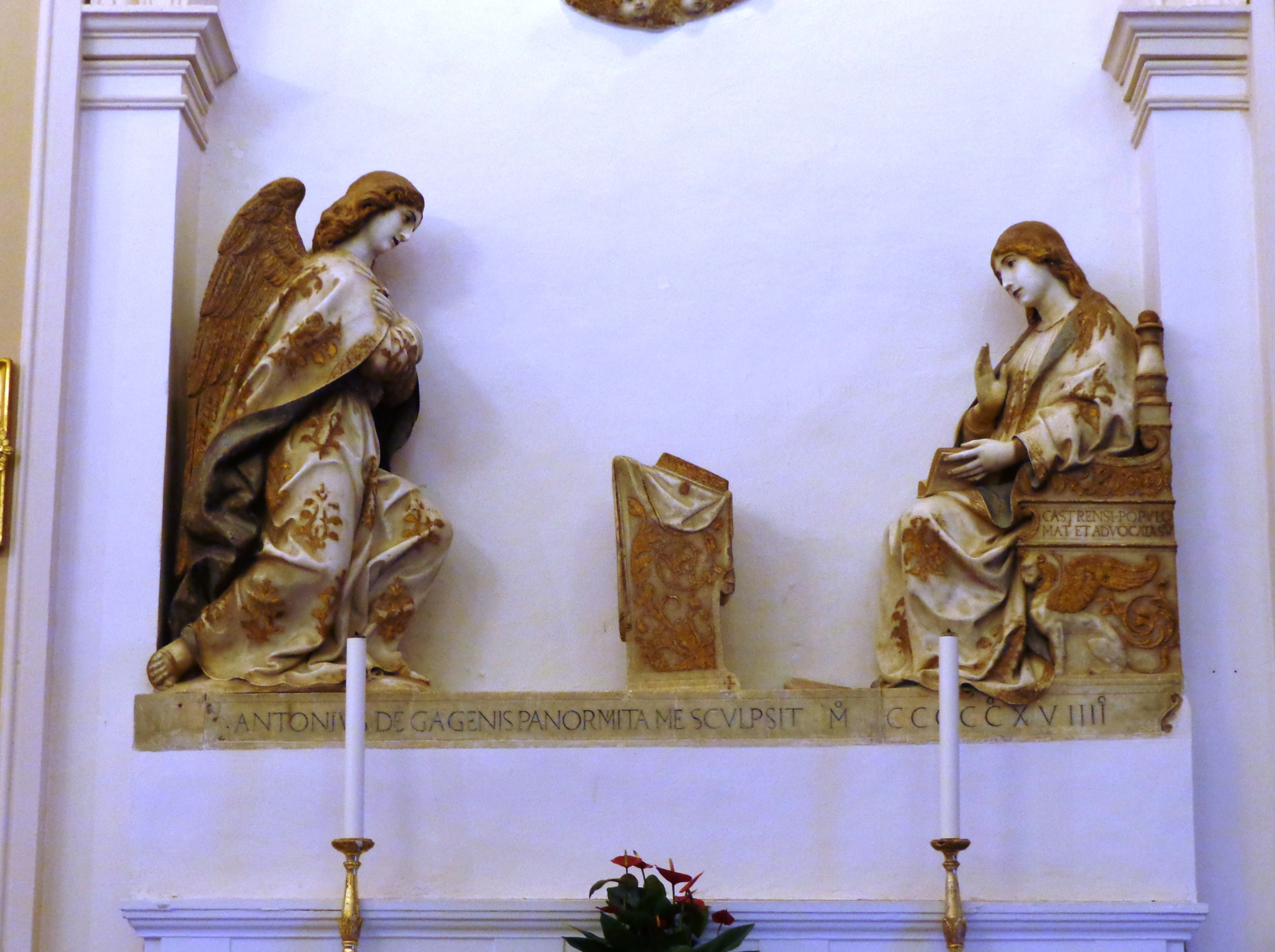
Gruppo statuario dell'Annunciazione di Antonello Gagini.
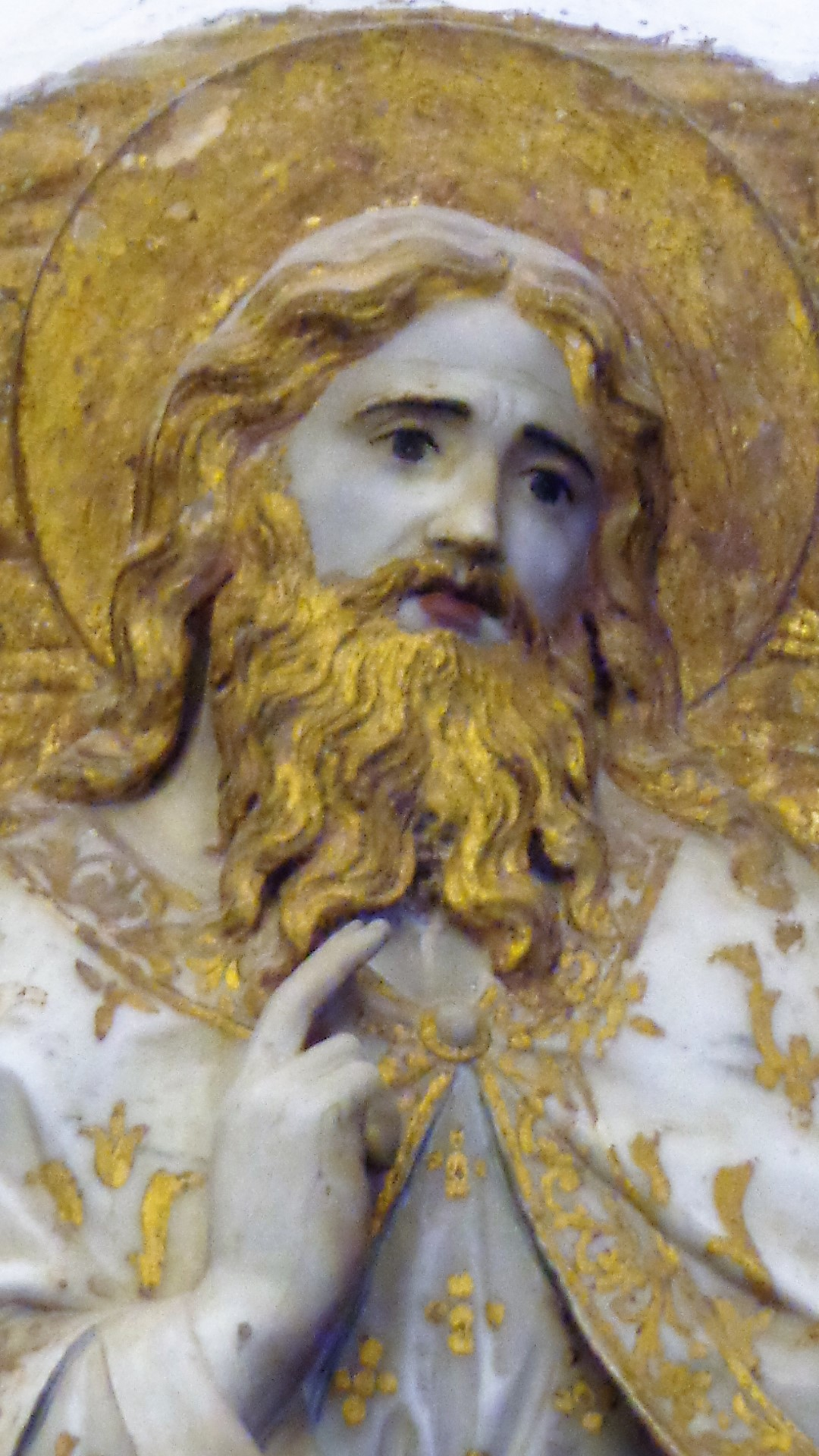
Dettaglio.
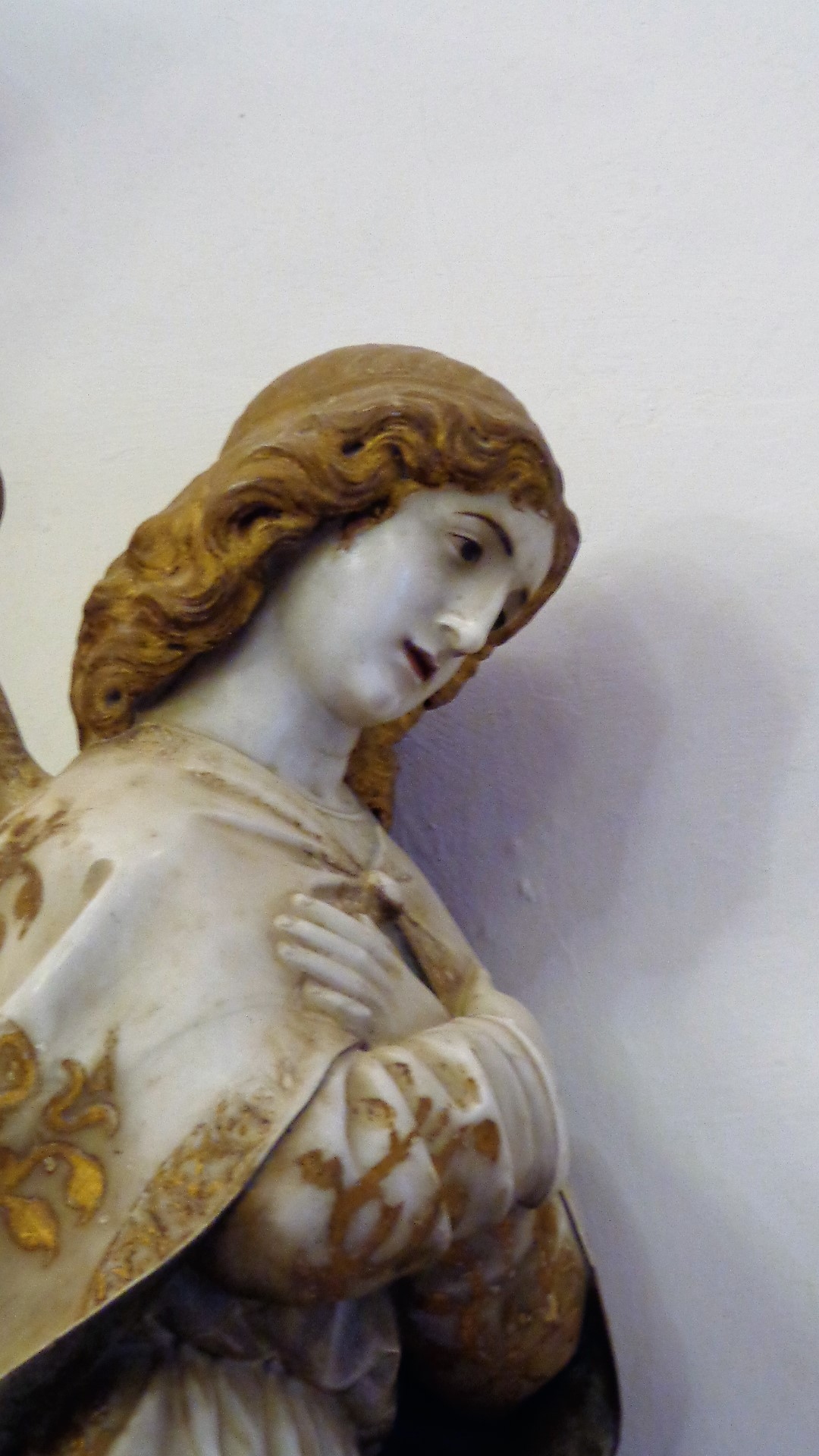
Dettaglio.
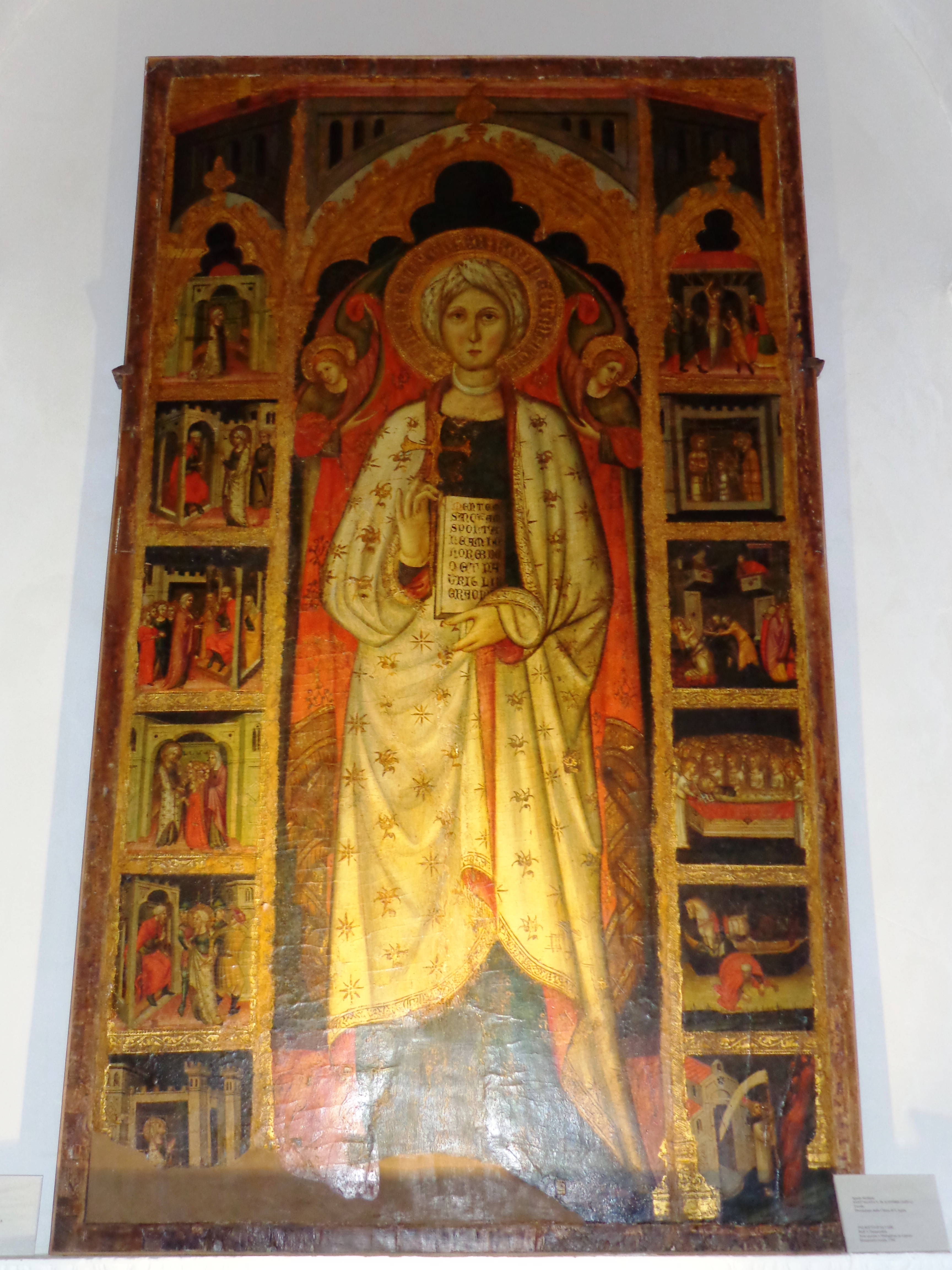
Quadro di Sant'Agata e scene di vita della Martire.
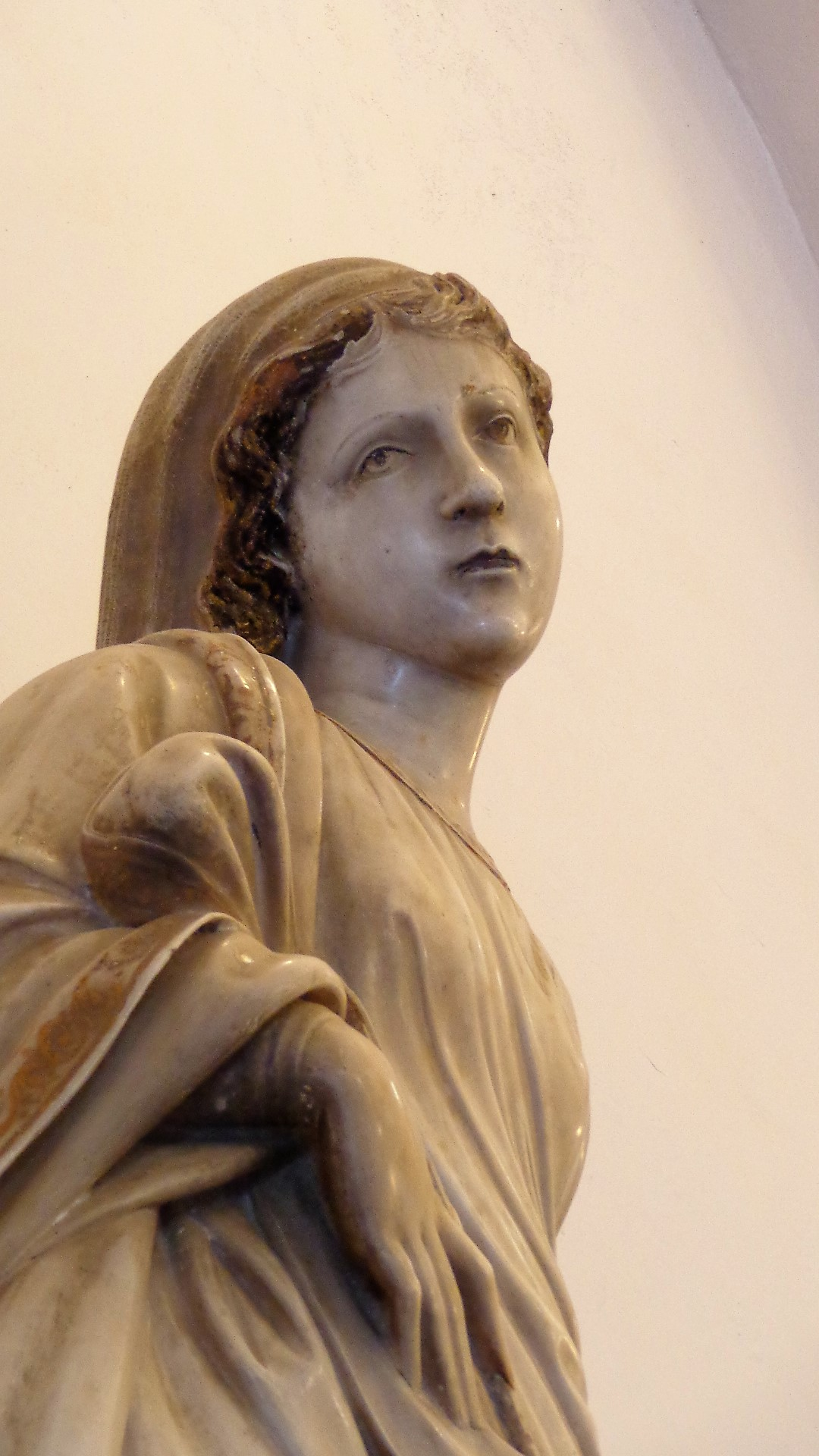
Santa Lucia.
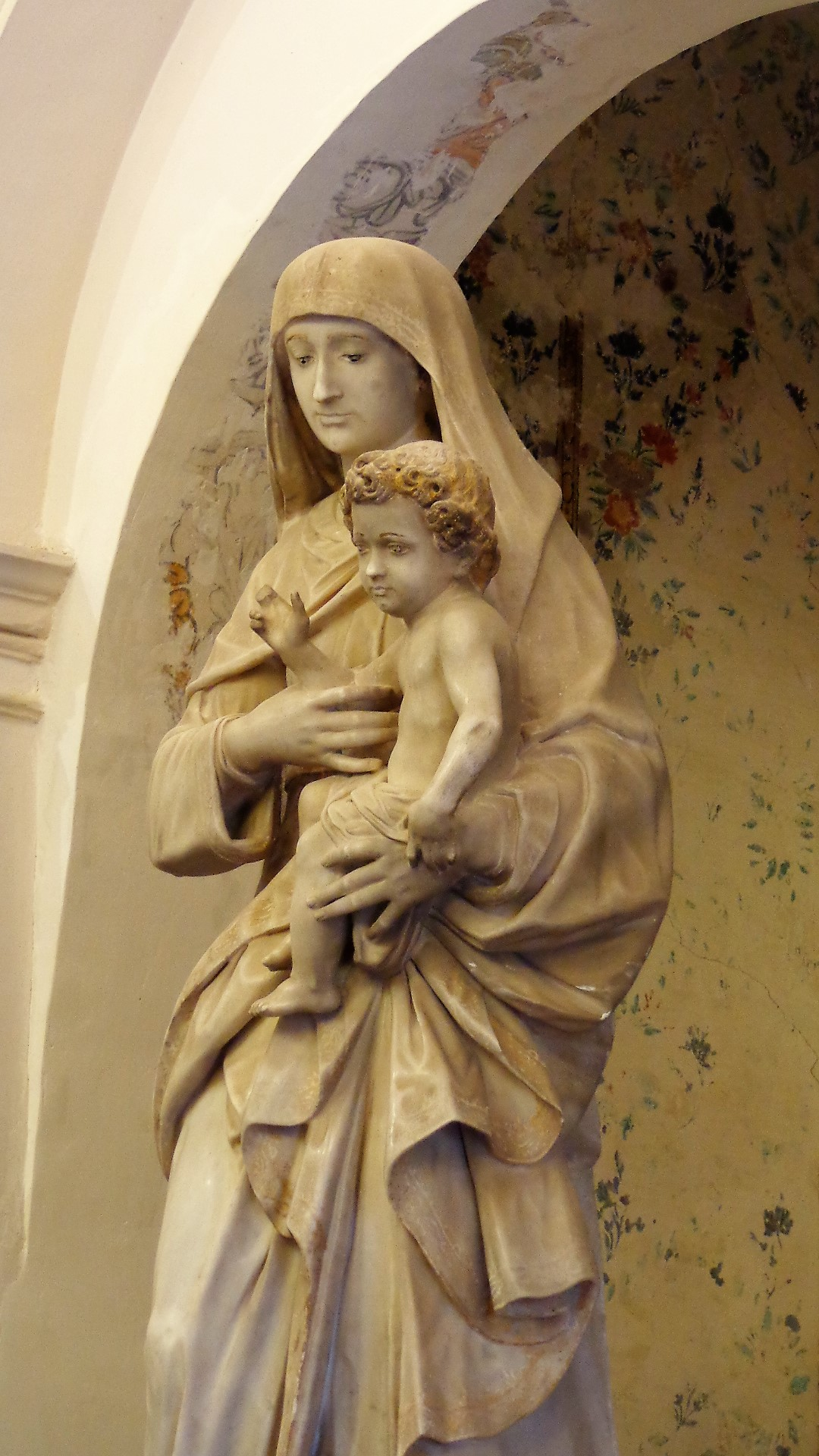
Vergine con Bambino.

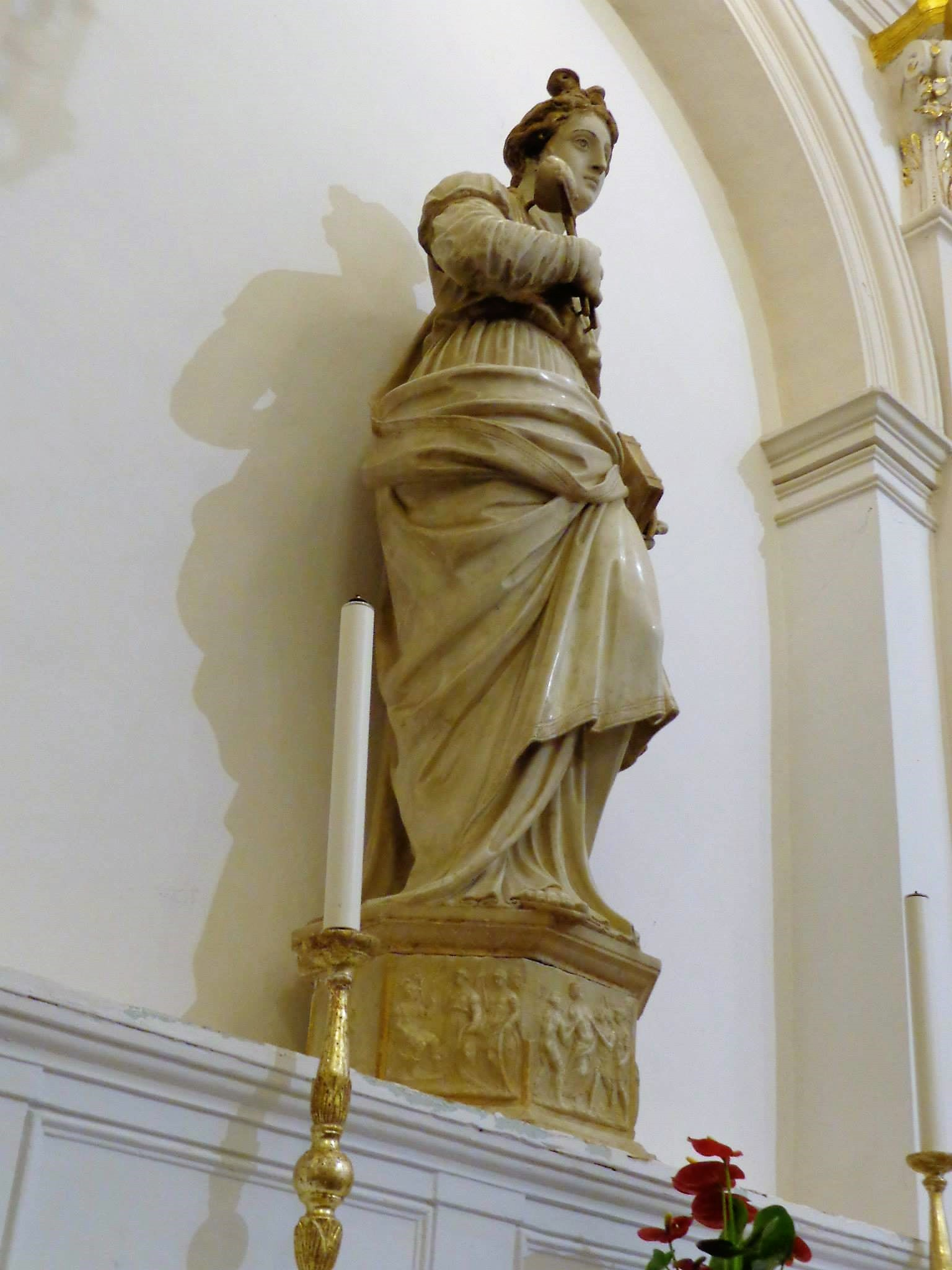
Sant'Agata.
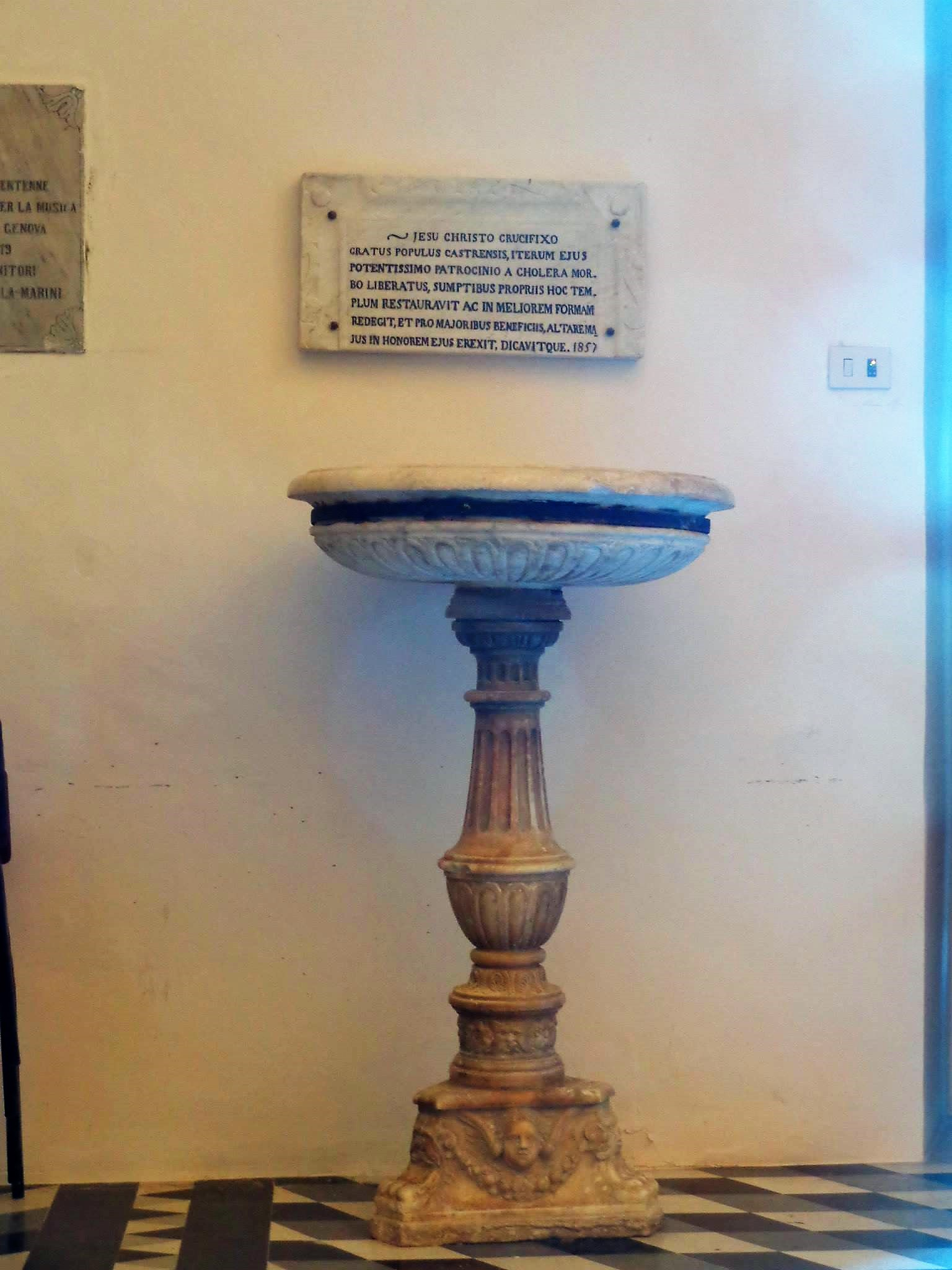
Acquasantiera.
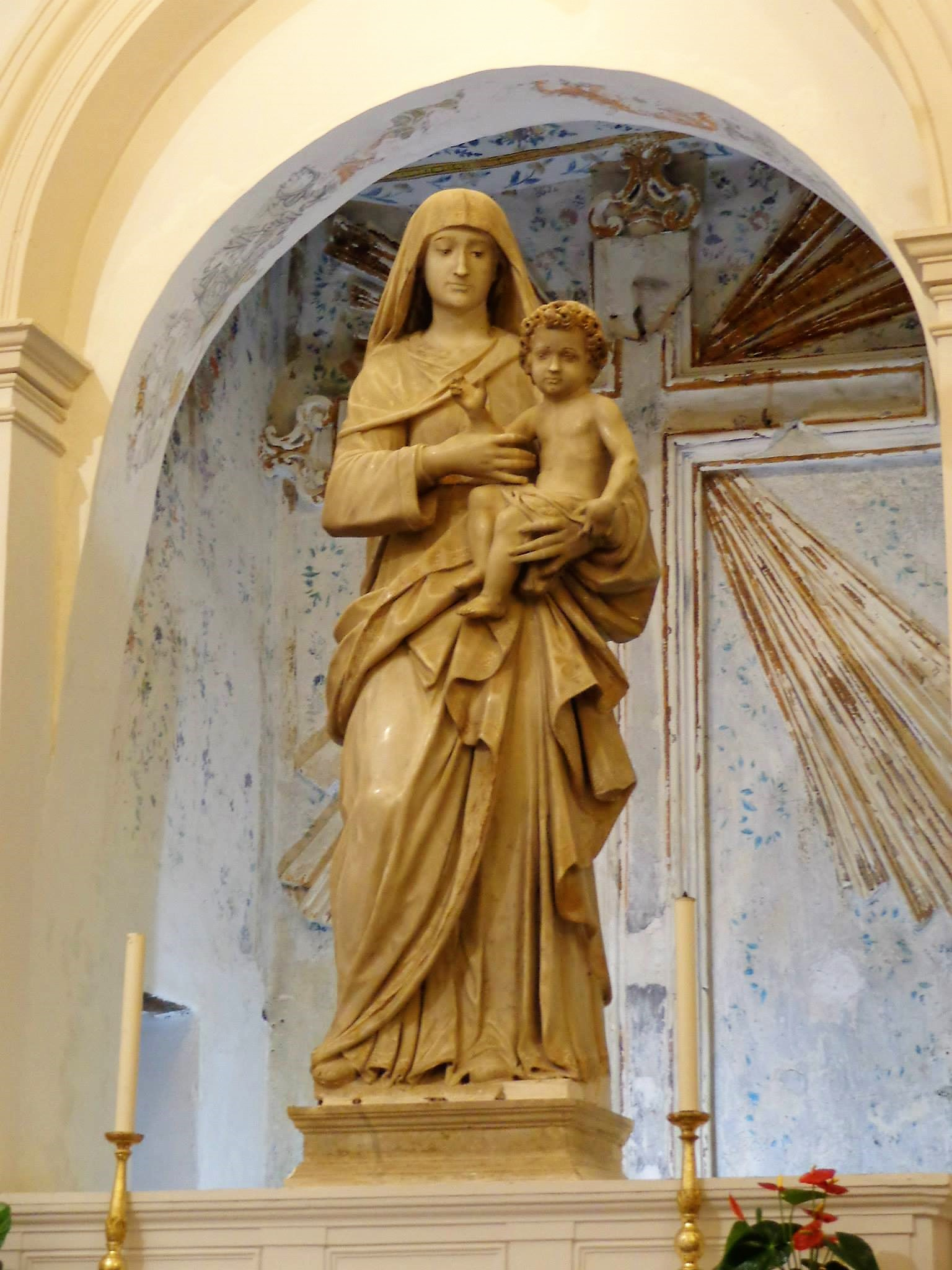
Antica cappella del Santissimo Crocifisso.